# Pirate Express
Pirate Express est une série télévisée d'animation australo-canadienne en 26 épisodes de 22 minutes produite par Atomic Cartoons et Sticky Pictures, diffusée du 25 au 30 avril 2015 sur Teletoon, et en Australie à partir du 4 juillet 2015 sur la chaine 9Go! (en).
Au Québec, elle a été diffusée à partir du 1er septembre 2015 sur Télétoon, et en France depuis 2016 sur Canal J et la plateforme de streaming Gulli Max.

## Synopsis
À bord son bateau, le Pirate Express, Newt va avec son équipage dans divers lieux de l'Océan. Ils vivront ensemble des aventures aussi loufoques que passionnantes.

## Distribution

### Doublage anglophone
- Doron Bell : Booli
- Ian Corlett : Poséidon
- Matt Cowlrick : Burt
- James Higuchi : Newt
- Alessandro Juliani : Armando
- Lee Tockar : LaPoutine

### Doublage québécois
- Guillaume Cyr : Booli
- Marc-André Bélanger : Poséidon
- François Sasseville : Gordon
- Jean-Jacques Lamothe : LaPoutine
- Thiéry Dubé : Mac Maccabé
- Frédéric Paquet : Armando
- Sébastien René : Newt
- Christian Perrault : Burt
- Rachel Graton : Marie Céleste

 Source et légende : version québécoise (VQ) sur Doublage.qc.ca

## Épisodes
1. Statue sans statue
2. Qui trouve garde
3. Mademoiselle Pirate
4. Naufrage dans le golfe
5. Chair de poulpe
6. Les Cadavres en kilt
7. La Loi pingouine
8. Jetons l'encre au centre commercial
9. L'Infernale Cuisse de dinde du malheur
10. Coiffure divine
11. Rats de fond de calr de zombies
12. Le Fantôme du Pirate Express
13. Le Bal des jumelles
14. Le Chant des sirènes
15. Cap sur le trésor
16. Club Monstre
17. Mariage en blanc
18. Le Plus Vieux Loup de mer
19. À violette hurlante
20. Superstar à bord
21. Kraken craquant
22. Cuisinier en rêve
23. Capitaines parallèles
24. De mal en pis
25. La Clé du succès
26. La Guerre des pouces
27. Vol au-dessus d'un nid de corbeaux
28. Faites vos jeux
29. Un cher ami à plumes
30. Touchons du bois
31. Conduite d'eau
32. Compétition monstre
33. Du temps en famille
34. Crottin à la mer
35. Les Naufragés de la mode
36. Amour de jeunesse
37. Femmes fatales
38. La Fontaine d'extrême jouvence
39. Les Plombiers de l'enfer
40. Les Amoureux de la bagarre
41. La croisière, ça amuse
42. Voyage au bout du fromage
43. Portraits éclairs
44. Mon frère te voici donc
45. Camp d'entrainement
46. Feu de camp de pirate
47. Calamarguerite
48. L'Œil du cyclope
49. L'avenir c'est maintenant
50. Amazone interdite
51. Fatiguées